# Мавзолей Джучі-хана
Мавзолей Джучі-хана (каз. Жошы хан кесенесі) — пам'ятка архітектури ХІІІ століття, розташований в Улитауському районі Карагандинської області Казахстану за 50 км на північний схід від Жезказгана. За легендою, в мавзолеї похований старший син Чингісхана — Джучі. З 1982 року пам'ятка перебуває під охороною держави.
Мавзолей має портально-купольну структуру, розміри в плані 7,25×9,52 м, висота порталу 7,90 м. Будівля збудована з обпаленої цегли (26х29х5 см). Мавзолей перекритий куполом з подвійною оболонкою.